# Phtheochroa obnubila
Phtheochroa obnubila es una especie de polilla de la familia Tortricidae. 

## Distribución
Se encuentra en Hidalgo, México.